# بخش فرانکلین (شهرستان مورو، اوهایو)
بخش فرانکلین (به انگلیسی: Franklin Township) یک منطقهٔ مسکونی در ایالات متحده آمریکا است که در شهرستان مورو، اوهایو واقع شده‌است.
 بخش فرانکلین ۷۱٫۲ کیلومتر مربع مساحت و ۱٬۶۱۷ نفر جمعیت دارد و ۳۹۱ متر بالاتر از سطح دریا واقع شده‌است.